# Seznam medailistů na mistrovství Československa a Česka mužů a žen ve skoku o tyči

### Muži
| Rok          | Místo              | Zlato             | Výkon          | Stříbro                           | Bronz                                       |
| ------------ | ------------------ | ----------------- | -------------- | --------------------------------- | ------------------------------------------- |
| MR ČSR 1945  | Praha              | Jan Bém           | 380 cm         | Jaromír Malý                      | Miroslav Krejcar                            |
| MR ČSR 1946  | Praha              | Jan Bém           | 405 cm         | Miroslav Krejcar                  | Jaromír Malý                                |
| MR ČSR 1947  | Praha              | Jaroslav Drastich | 370 cm         | Miroslav Lesák                    | Miroslav Štěpánek                           |
| MR ČSR 1948  | Praha              | Miroslav Krejcar  | 390 cm         | Miroslav Lesák                    | Jan Bém                                     |
| MR ČSR 1949  | Praha              | Antonín Saxa      | 375 cm         | Miroslav Krejcar                  | Miroslav Lesák                              |
| MR ČSR 1950  | Bratislava         | Antonín Saxa      | 400 cm         | Miroslav Krejcar                  | Miroslav Tauš                               |
| MR ČSR 1951  | Brno               | Antonín Saxa      | 400 cm         | Miroslav Krejcar                  | Zbyněk Příhoda                              |
| MR ČSR 1952  | Praha              | Miroslav Krejcar  | 400 cm         | Miroslav Tauš                     | Ljubomir Štefanov                           |
| MR ČSR 1953  | Praha              | Antonín Saxa      | 401 cm         | Miroslav Krejcar                  | Zbyněk Příhoda                              |
| MR ČSR 1954  | Ostrava            | Jiří Krejcar      | 415 cm         | Antonín Saxa                      | Miroslav Štěpánek                           |
| MR ČSR 1955  | Brno               | Jiří Krejcar      | 415 cm         | Josef Šmehlík                     | Antonín Saxa                                |
| MR ČSR 1956  | Bratislava         | Jiří Krejcar      | 420 cm         | Josef Dvořák                      | Vladimír Dědek                              |
| MR ČSR 1957  | Praha              | Josef Dvořák      | 420 cm         | Stanislav Štefkovič               | Jiří Krejcar                                |
| MR ČSR 1958  | Ostrava            | Zdeněk Brejcha    | 420 cm         | Jiří Krejcar                      | Rudolf Tomášek                              |
| MR ČSR 1959  | Praha              | Marcel Blažej     | 441 cm         | Rudolf Tomášek                    | Josef Dvořák                                |
| MR ČSSR 1960 | Brno               | Zdeněk Brejcha    | 430 cm         | Jiří Trmal                        | František Taftl                             |
| MR ČSSR 1961 | Praha              | Rudolf Tomášek    | 440 cm         | Zdeněk Brejcha                    | Marcel Blažej                               |
| MR ČSSR 1962 | Ostrava            | Rudolf Tomášek    | 435 cm         | Jiří Trmal                        | Jindřich Paták                              |
| MR ČSSR 1963 | Hradec Králové     | Rudolf Tomášek    | 482 cm         | František Taftl                   | Jiří Sojka                                  |
| MR ČSSR 1964 | Praha              | Rudolf Tomášek    | 490 cm         | František Taftl                   | Pavel Jindra                                |
| MR ČSSR 1965 | Zábřeh             | Rudolf Tomášek    | 490 cm         | Pavel Jindra                      | Jan Odvárka                                 |
| MR ČSSR 1966 | Třinec             | Rudolf Tomášek    | 485 cm         | František Taftl                   | Pavel Jindra                                |
| MR ČSSR 1967 | Sokolov            | Rudolf Tomášek    | 490 cm         | Pavel Jindra                      | František Taftl                             |
| MR ČSSR 1968 | Jablonec nad Nisou | Pavel Jindra      | 470 cm         | Andrej Papp                       | František Taftl                             |
| MR ČSSR 1969 | Považská Bystrica  | Jan Odvárka       | 485 cm         | Jiří Růžička                      | Pavel Jindra                                |
| MR ČSSR 1970 | Ostrava            | Jan Odvárka       | 480 cm         | Jiří Růžička                      | Karel Jelínek, Jiří Petříček Rudolf Tomášek |
| MR ČSSR 1971 | Praha              | Rudolf Tomášek    | 490 cm         | Karel Jelínek                     | Zdeněk Lhotský                              |
| MR ČSSR 1972 | Praha              | Karel Jelínek     | 505 cm         | Antonín Spěvák                    | Zdeněk Lhotský                              |
| MR ČSSR 1973 | Banská Bystrica    | Karel Jelínek     | 500 cm         | Antonín Spěvák                    | Ondřej Papp                                 |
| MR ČSSR 1974 | Praha              | Antonín Hadinger  | 495 cm         | Antonín Spěvák                    | Ivo Strnad                                  |
| MR ČSSR 1975 | Bratislava         | Karel Jelínek     | 505 cm         | Antonín Hadinger                  | Zdeněk Tlamsa                               |
| MR ČSSR 1976 | Třinec             | Antonín Hadinger  | 500 cm         | Antonín Spěvák                    | Jiří Lesák                                  |
| MR ČSSR 1977 | Ostrava            | Jiří Lesák        | 515 cm         | Antonín Hadinger                  | Roman Zrun                                  |
| MR ČSSR 1978 | Praha              | Roman Zrun        | 520 cm         | Jiří Lesák                        | Antonín Hadinger                            |
| MR ČSSR 1979 | Praha              | Petr Habel        | 500 cm         | Antonín Spěvák a Antonín Hadinger | nikdo                                       |
| MR ČSSR 1980 | Praha              | Petr Habel        | 530 cm         | Jiří Lesák                        | Roman Zrun                                  |
| MR ČSSR 1981 | Ostrava            | František Jansa   | 520 cm         | Petr Habel                        | Jiří Lesák                                  |
| MR ČSSR 1982 | Praha              | František Jansa   | 535 cm         | Petr Habel                        | Roman Zrun                                  |
| MR ČSSR 1983 | Praha              | František Jansa   | 550 cm         | Petr Habel                        | Jiří Lesák                                  |
| MR ČSSR 1984 | Praha              | František Jansa   | 535 cm         | Pavel Sluka                       | Boleslav Patera                             |
| MR ČSSR 1985 | Praha              | Zdeněk Lubenský   | 555 cm         | František Jansa                   | Pavel Sluka                                 |
| MR ČSSR 1986 | Bratislava         | Zdeněk Lubenský   | 572 cm         | František Jansa                   | Jiří Lesák                                  |
| MR ČSSR 1987 | Třinec             | Zdeněk Lubenský   | 540 cm         | František Jansa                   | Vlastimil Jukl                              |
| MR ČSSR 1988 | Praha              | Zdeněk Lubenský   | 550 cm         | František Jansa                   | Vlastimil Jukl                              |
| MR ČSSR 1989 | Banská Bystrica    | Zdeněk Lubenský   | 540 cm         | František Jansa                   | Pavel Sluka                                 |
| MR ČSFR 1990 | Praha              | František Jansa   | 510 cm         | Roman Zrun                        | Michal Prunar                               |
| MR ČSFR 1991 | Ostrava            | Zdeněk Lubenský   | 530 cm         | František Jansa                   | Jiří Svoboda                                |
| MR ČSFR 1992 | Nitra              | František Jansa   | 530 cm         | Zdeněk Lubenský                   | Michal Prunar                               |
| MR ČR 1993   | Jablonec nad Nisou | Zdeněk Lubenský   | 530 cm         | Richard Havlásek                  | František Jansa                             |
| MR ČR 1994   | Jablonec nad Nisou | Martin Kysela     | 525 cm         | Matěj Urban                       | František Jansa                             |
| MR ČR 1995   | Ostrava            | Zdeněk Šafář      | 520 cm         | Martin Kysela                     | Pavel Beran                                 |
| MR ČR 1996   | Praha              | Martin Kysela     | 540 cm         | Petr Špaček                       | Zdeněk Šafář                                |
| MR ČR 1997   | Třinec             | Martin Kysela     | 540 cm         | Petr Špaček                       | Aleš Hončl                                  |
| MR ČR 1998   | Jablonec nad Nisou | Štěpán Janáček    | 550 cm         | Petr Špaček                       | Adam Ptáček                                 |
| MR ČR 1999   | Ostrava            | Štěpán Janáček    | 555 cm         | Martin Kysela                     | Petr Špaček a Jan Žalud                     |
| MR ČR 2000   | Plzeň              | Štěpán Janáček    | 550 cm         | Petr Špaček                       | Matěj Urban                                 |
| MR ČR 2001   | Jablonec nad Nisou | Štěpán Janáček    | 560 cm         | Martin Kysela                     | Petr Špaček                                 |
| MR ČR 2002   | Ostrava            | Adam Ptáček       | 555 cm         | Martin Kysela                     | Štěpán Janáček                              |
| MR ČR 2003   | Olomouc            | Adam Ptáček       | 560 cm         | Martin Kysela                     | Aleš Hončl                                  |
| MR ČR 2004   | Plzeň              | Adam Ptáček       | 545 cm         | Aleš Hončl                        | Miroslav Telecký                            |
| MR ČR 2005   | Kladno             | Aleš Hončl        | 540 cm         | Michal Balner                     | Miroslav Telecký                            |
| MR ČR 2006   | Praha              | Adam Ptáček       | 575 cm         | Štěpán Janáček                    | Miroslav Telecký                            |
| MR ČR 2007   | Třinec             | Michal Balner     | 560 cm         | Jan Kudlička                      | Štěpán Janáček                              |
| MR ČR 2008   | Tábor              | Jan Kudlička      | 562 cm         | Štěpán Janáček                    | Michal Balner                               |
| MR ČR 2009   | Praha              | Michal Balner     | 545 cm         | Jan Kudlička                      | Lukáš Bechyně                               |
| MR ČR 2010   | Třinec             | Jan Kudlička      | 550 cm         | Michal Balner                     | Lukáš Bechyně                               |
| MR ČR 2011   | Brno (Praha)       | Jan Kudlička      | 540 cm         | Adam Pašiak                       | Ondřej Honka                                |
| MR ČR 2012   | Vyškov             | Jan Kudlička      | 545 cm         | Lukáš Bechyně                     | Michal Balner, Adam Pašiak Lukáš Posekaný   |
| MR ČR 2013   | Tábor              | Jan Kudlička      | 576 cm Rek. MR | Michal Balner                     | Lukáš Bechyně                               |
| MR ČR 2014   | Ostrava            | Jan Kudlička      | 572 cm         | Michal Balner                     | Adam Pašiak                                 |
| MR ČR 2015   | Plzeň              | Jan Kudlička      | 573 cm         | Michal Balner                     | Adam Pašiak                                 |
| MR ČR 2016   | Tábor              | Jan Kudlička      | 555 cm         | Michal Balner                     | Lukáš Posekaný                              |
| MR ČR 2017   | Třinec             | Jan Kudlička      | 560 cm         | Michal Balner                     | Lukáš Posekaný                              |
| MR ČR 2018   | Kladno             | Jan Kudlička      | 550 cm         | Dan Bárta                         | Matěj Ščerba                                |
| MR ČR 2019   | Brno               | Jan Kudlička      | 544 cm         | Matěj Ščerba                      | David Holý                                  |
| MR ČR 2020   | Plzeň              | Jan Kudlička      | 551 cm         | Dan Bárta                         | Matěj Ščerba                                |
| MR ČR 2021   | Zlín               | Jan Kudlička      | 555 cm         | Dan Bárta                         | Matěj Ščerba                                |
| MR ČR 2022   | Hodonín            | Dan Bárta         | 553 cm         | Filip Bartoněk                    | Jan Kudlička                                |
| MR ČR 2023   | Tábor              | David Holý        | 560 cm         | Matěj Ščerba                      | Dan Bárta                                   |
| MR ČR 2024   | Zlín               | Matěj Ščerba      | 567 cm         | Filip Bartoněk                    | David Holý                                  |
| MR ČR 2025   |                    |                   |                |                                   |                                             |

### Ženy
| Rok        | Místo              | Zlato                            | Výkon          | Stříbro                              | Bronz                               |
| ---------- | ------------------ | -------------------------------- | -------------- | ------------------------------------ | ----------------------------------- |
| MR ČR 1993 | Jablonec nad Nisou | Daniela Bártová                  | 330 cm         | Jana Kábová                          | Hana Mešejdová                      |
| MR ČR 1994 | Jablonec nad Nisou | Daniela Bártová                  | 355 cm         | Šárka Mládková                       | Pavla Hamáčková                     |
| MR ČR 1995 | Ostrava            | Daniela Bártová                  | 415 cm         | Šárka Mládková                       | Daniela Nováková                    |
| MR ČR 1996 | Praha              | Daniela Bártová                  | 390 cm         | Šárka Mládková                       | Daniela Nováková                    |
| MR ČR 1997 | Třinec             | Daniela Bártová                  | 433 cm         | Pavla Hamáčková                      | Šárka Mládková                      |
| MR ČR 1998 | Jablonec nad Nisou | Daniela Bártová                  | 430 cm         | Pavla Hamáčková                      | Šárka Mládková                      |
| MR ČR 1999 | Ostrava            | Pavla Hamáčková                  | 430 cm         | Daniela Bártová                      | Michaela Boulová                    |
| MR ČR 2000 | Plzeň              | Daniela Bártová                  | 420 cm         | Pavla Hamáčková                      | Kateřina Baďurová                   |
| MR ČR 2001 | Jablonec nad Nisou | Kateřina Baďurová                | 420 cm         | Šárka Mládková                       | Michaela Boulová                    |
| MR ČR 2002 | Ostrava            | Šárka Mládková                   | 400 cm         | Kateřina Baďurová a Michaela Boulová | nikdo                               |
| MR ČR 2003 | Olomouc            | Pavla Hamáčková                  | 455 cm         | Michaela Boulová                     | Kateřina Baďurová                   |
| MR ČR 2004 | Plzeň              | Kateřina Baďurová                | 451 cm         | Pavla Hamáčková                      | Michaela Boulová                    |
| MR ČR 2005 | Kladno             | Pavla Hamáčková                  | 430 cm         | Slavomíra Slúková                    | Šárka Mládková                      |
| MR ČR 2006 | Praha              | Pavla Hamáčková                  | 450 cm         | Jiřina Ptáčníková                    | Kateřina Baďurová                   |
| MR ČR 2007 | Třinec             | Kateřina Baďurová                | 460 cm         | Pavla Rybová                         | Romana Maláčová                     |
| MR ČR 2008 | Tábor              | Romana Maláčová                  | 419 cm         | Jiřina Ptáčníková                    | Eliška Vaníčková                    |
| MR ČR 2009 | Praha              | Jiřina Ptáčníková                | 440 cm         | Romana Maláčová                      | Pavla Rybová                        |
| MR ČR 2010 | Třinec             | Jiřina Ptáčníková                | 466 cm         | Romana Maláčová                      | Aneta Morysková                     |
| MR ČR 2011 | Brno               | Jiřina Ptáčníková                | 420 cm         | Aneta Morysková                      | Jana Brožová                        |
| MR ČR 2012 | Vyškov             | Monika Chlebíková                | 365 cm         | Nikol Jiroutová                      | Kateřina Valová                     |
| MR ČR 2013 | Tábor              | Jiřina Svobodová                 | 435 cm         | Romana Maláčová                      | Aneta Morysková                     |
| MR ČR 2014 | Ostrava            | Jiřina Svobodová                 | 450 cm         | Romana Maláčová                      | Aneta Morysková                     |
| MR ČR 2015 | Plzeň              | Jiřina Ptáčníková                | 463 cm         | Romana Maláčová                      | Aneta Morysková                     |
| MR ČR 2016 | Tábor              | Rebeka Šilhanová                 | 440 cm         | Jiřina Ptáčníková                    | Aneta Morysková                     |
| MR ČR 2017 | Třinec             | Romana Maláčová                  | 450 cm         | Amálie Švábíková                     | Jiřina Ptáčníková                   |
| MR ČR 2018 | Kladno             | Amálie Švábíková                 | 425 cm         | Zuzana Pražáková                     | Aneta Morysková                     |
| MR ČR 2019 | Brno               | Romana Maláčová                  | 440 cm         | Amálie Švábíková                     | Nikola Pőschlová                    |
| MR ČR 2020 | Plzeň              | Amálie Švábíková Romana Maláčová | 446 cm         | ---                                  | Zuzana Pražáková Tereza Schejbalová |
| MR ČR 2021 | Zlín               | Romana Maláčová                  | 445 cm         | Amálie Švábíková                     | Zuzana Pražáková                    |
| MR ČR 2022 | Hodonín            | Amálie Švábíková                 | 445 cm         | Zuzana Pražáková                     | Nikola Pöschlová                    |
| MR ČR 2023 | Tábor              | Amálie Švábíková                 | 460 cm         | Viktorie Ondrová                     | Nikola Pöschlová                    |
| MR ČR 2024 | Zlín               | Amálie Švábíková                 | 473 cm Rek. MR | Nikola Pöschlová                     | Viktorie Ondrová                    |
| MR ČR 2025 |                    |                                  |                |                                      |                                     |